# جون فرانكلين الكسندر سترونج
جون فرانكلين الكسندر سترونج (بالإنجليزية: John Franklin Alexander Strong)‏ هو ناشر وسياسي أمريكي، ولد في 15 أكتوبر 1856 في نيو برونزويك في كندا، وتوفي في 27 يوليو 1929 في سياتل في الولايات المتحدة. حزبياً، نشط في الحزب الديمقراطي. وقد انتخب Governor of the Territory of Alaska ‏ (18 أبريل 1913 – 12 أبريل 1918).